# Декадни зетабит
Декадни зетабит се користи као јединица мере података у рачунарству и износи 1000 декадних ексабита. 